# Аникеев, Вячеслав Ефимович
Вячеслав Ефимович Аникеев (18 декабря 1937 — 10 июля 2014) — советский журналист, кандидат филологических наук, доцент кафедры зарубежной журналистики и литературы факультета журналистики МГУ им. М. В. Ломоносова.

## Биография
С 1945 по 1955 годы учился в московской школе № 9 в Хвостовом переулке.
В 1955 году поступил на факультет журналистики МГУ им. М. В. Ломоносова и окончил его в 1960 г. Тема дипломной работы: «Вымысел и действительность в научно-фантастической литературе» по кафедре редакционно-издательского дела.
В студенческие годы в доме своего сокурсника Михаила Ардова на «легендарной Ордынке» познакомился с Анной Ахматовой.
После окончания факультета был распределен в журнал «Техника кино и телевидения», где редактировал первые повести Булата Окуджавы, а также познакомился с известным оператором Сергеем Урусевским: «Я написал о нём большую-большую статью об использовании ручной кинокамеры в съёмках художественного фильма. Надо было ему отнести завизировать, и он сказал: „Слава, я был лауреатом международных премий, советских, но обо мне ещё никто так не писал“.»
С 1962 г. работал на факультете журналистики, и признавался в интервью: «В феврале 2012 года исполнилось ровно полвека, как я работаю в МГУ, и я очень горжусь этим».
В 1969 году защитил кандидатскую диссертацию на тему «Газета „Фигаро“ — выразительница интересов проатлантических кругов французской буржуазии. (Политическая позиция „информационной“ газеты в отношении Североатлантического пакта 1949—1969.)», и 24 апреля 1970 г. ему была присвоена степень кандидата филологических наук.
В 1975—1976 гг. проходил научную стажировку во французском институте прессы (ФИП) под руководством одного из наиболее авторитетных во Франции исследователей журналистики, директора французского института прессы Пьера Альбера (Pierre Albert).
С 1983 года — доцент факультета журналистики МГУ.
В 2012 году Ученым Советом МГУ присвоено звание «Заслуженный преподаватель Московского Университета».

## Научно-педагогическая работа
Проводил семинары по курсу «Введение в мировую журналистику» и «История зарубежной журналистики. Часть 1» на 1-м курсе дневного отделения, спецсеминар «Печать в политической жизни Франции» на 3-м курсе международного отделения; руководил курсовыми и дипломными работами.
Руководил секций по проблемам французских СМИ, проводимых кафедрой зарубежной журналистики и литературы на научных конференциях факультета журналистики («Ломоносов», «Журналистика в 2010 году» и т. д.). Выступал рецензентом при обсуждении научных и учебно-методических работ сотрудников кафедры, принимал участие в обсуждении дипломных работ и кандидатских диссертаций.
Подготовил к публикации дополненное и исправленное переиздание учебного пособия «История французской прессы (1830—1945 гг.)» объёмом 4 п.л., а также главу «Ипполит Вильмессан» для коллективной монографии «Создатели французской прессы XIX в.». Сделан доклад на круглом столе «Качественная пресса как субъект публичной сферы», проходившем в рамках международной научно-практической конференции, «Газета „Фигаро“ как явление во французской качественной прессе».
Принимал участие в работе научных конференций факультета журналистики, выступал с докладами по темам: история французской политической прессы, власть и печать во Франции в конце XIX — начале XX вв. Особенный интерес вызывали его лекции и семинары по истории зарубежной печати, введению в мировую журналистику, спецсеминар «Французская журналистика: история и современность».
Заслуженным успехом пользовался курс «Риторика» и его доклады на научных конференциях по риторике.
Стоял у истоков студенческой газеты Московского университета «Татьянин день», когда она в середине 90-х годов только начинала выходить в бумажной версии. Аникеев, был автором многих инициатив редакции, в частности, именно он придумал название рубрики «Настоятельные вопросы».

### Труды
Более 30 научных работ, в том числе:
- Критика концепций информационной прессы // Современные буржуазные теории журналистики. — М.,1967.
- Реклама и её место в экономике буржуазной прессы. — М., 1976.
- Встреча с Францией. Фотоальбом[2]. // Анри Гужо и Колетт Гувьон, научные редакторы В. Е. Аникеев, Г. Г. Дилигенский. — М., 1985
- История французской прессы[3]. 1830—1945 гг. — М., 1999.

Переводы с французского:
- И. С. Аксаков. Письма к родным. 1844—1849. (Серия «Литературные памятники»). — М., 1988.
- И. С. Аксаков. Письма к родным. 1849—1856. (Серия «Литературные памятники»). — М., 1994.